# 遺言検認裁判所
遺言検認裁判所（いごん（ゆいごん）けんにんさいばんしょ）、または検認裁判所とは、ある法域内で遺言の検認及び相続財産の管理に関する問題を取り扱う権限を有する裁判所をいう。法域によって、孤児裁判所 (orpans' court) や検認裁判所 (courts of ordinary) などとよばれる専門の裁判所が設けられる場合、 大法官裁判所 (chancery court) などの衡平法裁判所 (court of equity) が担う場合、その他の裁判所の一部門がこれを担う場合（日本は家庭裁判所が遺言の検認にあたっており、これにあたる）がある。 

## 業務
遺言検認裁判所は、被相続人（死亡した者）の資産が適切に分配されるよう管理し、遺言の有効性を審判し、有効な遺言を執行し（遺言検認状 grant of probate を発付することにより行う）、遺言執行者又は財産管理人 administrator of estate の不正行為を予防し、遺言をせずに（有効な遺言を残さずに）死んだ者の資産を、相続財産に関する問題を管理するための人格代表者 personal representative に相続財産管理命令 letter of administration を発付して裁判所のお墨付きを与えるなどして、財産分与 equitable distribution を準備する。 
争いのある事案では、遺言検認裁判所は遺言の成立の真正 authenticity を調査し、個人の財産を誰が取得すべきかを決定する。無遺言の事案では、当該法域の法律に基づき、被相続人の財産を誰が取得すべきかを判断する。そして、遺言検認裁判所は個人の資産が適切な受益者に分配されるように過程を監督する。また、遺言検認裁判所は、受益者が相続財産の取扱に誤りがあると感じたときのように、相続財産に利害関係のある当事者からの申立てを受理することができる。裁判所は遺言執行者にこれらの申立てを考慮に入れるよう強制する権限を有する。 
一部の法域（例えばテキサス州）では、遺言検認裁判所が後見、信託、精神保健に関する問題（精神病治療施設への非自発的な引渡し及び精神病治療薬の非自発的な投与を命じる権限を含む）などの事項をも取り扱う。 

## 孤児裁判所
孤児裁判所 (orpans' court) は、植民地時代にチェサピーク湾アメリカ植民地に設立された組織である。この組織の主な目的は、孤児を保護し、亡くなった家族構成員の相続財産に対する彼らの権利を継父母その他の者による要求や虐待から保護することにあった。 
少なくともメリーランド州及びペンシルベニア州では、歴史的な理由から、遺言検認裁判所は孤児裁判所と呼ばれ、故人の相続財産についての遺言で争いのあるものに関する事項を審理し、遺言検認手続を経た相続財産を監督する。

## 遺言検認登録官
ニューハンプシャー州、マサチューセッツ州及びメイン州（1820年以前はマサチューセッツ州の一部であった）などの合衆国の一部の法域では、遺言検認登録官 (register of probate) が公選されている。メリーランド州などの法域では、遺言登録官が公選されている。 
登録官及び補佐官は、通常は特定の郡のために、地方遺言検認裁判所を管理し、部分的には当事者に直接対応する公務員として、部分的には検認裁判官（公選である者もそうでない者もいる）の事務官として働いている。 

## 遺言検認裁判所の一覧
遺言検認裁判所には、以下のようなものがある。

### イングランド及びウェールズ
- 大権裁判所 - 廃止
- 大英遺言検認裁判所 Court of Probate - 廃止
- 高等法院家事部 - 現存

### 合衆国州裁判所
- カリフォルニア州 上位裁判所 Superior Court
- コネチカット州 コネチカット州遺言検認裁判所（54の遺言検認裁判所管区からなる）
- デラウェア州 遺言登録官事務所
- コロンビア特別区 コロンビア特別区上位裁判所 Superior Court of the District of Columbia 遺言検認部
- ジョージア州 遺言検認裁判所（旧称は Court of Ordinary であり、裁判官は ordinary と呼ぶのが正式であった）
- メリーランド州 郡孤児裁判所遺言登録官事務所
- マサチューセッツ州 遺言検認・家庭裁判所遺言検認登録官
- ミシガン州 郡遺言検認裁判所
- ミズーリ州 巡回区裁判所が司り、一部の裁判所には独立した遺言検認部がある。行政官事務所 Office of Public Administrator が置かれる。
- ニューハンプシャー州 ニューハンプシャー州遺言検認裁判所
- ニュージャージー州 ニュージャージー州上位裁判所法官部遺言検認係遺言検認判事法廷（裁判官は遺言検認判事 surrogate と呼ばれる）、遺言検認判事事務所
- ニューヨーク州 ニューヨーク州遺言検認判事裁判所（裁判官は遺言検認判事 surrogate と呼ばれる）
- オハイオ州 民事訴訟裁判所家事・遺言検認部遺言検認法廷が司る。
- ペンシルベニア州 孤児裁判所民事訴訟裁判所部遺言登録官事務所
- テキサス州 ほとんどの例で検認に関する事項は郡裁判所が取り扱うが、区裁判所 district court と管轄が競合することがある。特定の10か郡では、テキサス州議会が一又は複数の遺言検認裁判所を設立して検認に関する事項を取り扱わせ、郡裁判所及び区裁判所の管轄権を排除している。
- バーモント州 バーモント州の14か郡に一つずつ遺言検認裁判所がある。
- バージニア州 バージニア州巡回裁判所

### カナダ
- ニューブランズウィック州 ニューブランズウィック州遺言検認裁判所
- ノバスコシア州 ノバスコシア州遺言検認裁判所
- その他の州では、1867年憲法96条により、検認は上位裁判所が処理することが憲法上要求されている。[3]